# Gwen Lee
Gwen Lee, pseudonimo di Gwendolyn Lepinski (Hastings, 12 novembre 1904 – Reno, 20 agosto 1961), è stata un'attrice statunitense.

## Biografia
Modella in un grande magazzino, nel 1925 fu notata dal regista Monta Bell che le procurò un contratto con la Metro-Goldwyn-Mayer e la fece debuttare nel film Fior d'assalto, protagonista Norma Shearer. Seguirono una quindicina di ruoli fino al suo inserimento, nel 1928, tra le WAMPAS Baby Stars. La sua carriera continuò con molti ruoli di secondo piano anche con l'avvento del sonoro fino a Paroled from the Big House (1938), che segnò il suo abbandono del cinema.
Nel marzo del 1932 sua madre aveva chiesto alla magistratura la messa in tutela di Gwen Lee, sostenendo che la figlia non era in grado di gestire la sua personale proprietà. L’istanza fu poi revocata un mese dopo.

## Filmografia

### Attrice
- Fior d'assalto (Lady of the Night), regia di Monta Bell (1925)
- La mosca nera (Pretty Ladies), regia di Monta Bell (1925)
- La sua segretaria (His Secretary), regia di Hobart Henley (1925)
- The Plastic Age, regia di Wesley Ruggles (1925)
- Time Flies, regia di Jess Robbins (1926)
- The Boy Friend, regia di Monta Bell (1926)
- The Lone Wolf Returns, regia di Ralph Ince (1926)
- Music-Hall (Upstage), regia i Monta Bell (1926)
- There You Are!, regia di Edward Sedgwick (1926)
- Women Love Diamonds, regia di Edmund Goulding  (1927)
- Heaven on Earth, regia di Phil Rosen (1927)
- Il mio cuore aveva ragione (Orchids and Ermine), regia di Alfred Santell (1927)
- Twelve Miles Out, regia di Jack Conway (1927)
- Adamo e il peccato (Adam and Evil), regia di Robert Z. Leonard (1927)
- Sigari e sigarette, signori (After Midnight), regia di Monta Bell (1927)
- Her Wild Oat, regia di Marshall Neilan (1927)
- Lucky Boy, regia di Norman Taurog, Charles C. Wilson (1928)
- Ancore d'oro (Sharp Shooters), regia di John G. Blystone (1928)
- Ridi pagliaccio (Laugh, Clown, Laugh), regia di Herbert Brenon (1928)
- L'attrice (The Actress), regia di Sidney Franklin (1928)
- Il diamante malefico (Diamond Handcuffs), regia di John P. McCarthy (1928)
- Thief in the Dark, regia di Albert Ray (1928)
- Lasciatemi ballare! (Show Girl), regia di Alfred Santell (1928)
- The Baby Cyclone, regia di A. Edward Sutherland (1928)
- L'avventuriera (A Lady of Chance), regia di Robert Z. Leonard (1928)
- The Duke Steps Out, regia di James Cruze (1929)
- Rondine marina (The Man and the Moment), regia di George Fitzmaurice (1929)
- I dissoluti (Fast Company), regia di A. Edward Sutherland, Edwin H. Knopf (1929)
- L'indomabile (Untamed), regia di Jack Conway (1929)
- Arcobaleno (Chasing Rainbows), regia di Charles Reisner (1930)
- Lord Byron of Broadway, regia di Harry Beaumont e William Nigh (1930)
- Chi non cerca... trova (Free and Easy), regia di Edward Sedgwick (1930)
- La borsa e la vita (Caught Short), regia di Charles Reisner (1930)
- Ragazze che sognano (Our Blushing Brides), regia di Harry Beaumont (1930)
- Extravagance, regia di Phil Rosen (1930)
- Debito d'odio (Paid), regia di Sam Wood (1930)
- La modella (Inspiration), regia di Clarence Brown (1931)
- The Lawless Woman, regia di Richard Thorpe (1931)
- Traveling Husbands, regia di Paul Sloane (1931)
- The Galloping Ghost, regia di Reaves Eason (1931)
- Julius Sizzer, regia di Edward Ludwig (1931)
- The Pagan Lady, regia di John Francis Dillon (1931)
- Risveglio (West of Broadway), regia di Harry Beaumont (1931)
- Alias Mary Smith, regia di E. Mason Hopper (1932)
- Midnight Morals, regia di E. Mason Hopper (1932)
- Broadway to Cheyenne, regia di Harry L. Fraser (1932)
- Boy Oh Boy!, regia di Harry Edwards (1932)
- The Intruder, regia di Albert Ray (1933)
- Risveglio di un popolo (Song of the Eagle), regia di Ralph Murphy (1933)
- Corruption, regia di Charles E. Roberts (1933)
- Meet the Baron, regia di Walter Lang (1933)
- City Park, regia di Richard Thorpe (1934)
- Twenty Dollars a Week, regia di Wesley Ford (1935)
- One in a Million, regia di Frank R. Strayer (1935)
- Una notte all'opera (A Night at the Opera), regia di Sam Wood (1935)
- Il paradiso delle fanciulle (The Great Ziegfeld), regia di Robert Z. Leonard (1936)
- Absolute Quiet, regia di George B. Seitz (1936)
- How to Behave, regia di Arthur Ripley (1936)
- Furia (Fury), regia di Fritz Lang (1936)
- La donna del giorno (Libeled Lady), regia di Jack Conway  (1936)
- My Dear Miss Aldrich, regia di George B. Seitz (1937)
- Give Till It Hurts, regia di Felix E. Feist (1937)
- Sposiamoci in quattro (Double Wedding), regia di Richard Thorpe (1937)
- A Night at the Movies, regia di Roy Rowland (1937)
- Candid Cameramaniacs, regia di Hal Yates (1937)
- La donna che voglio (Mannequin), regia di Frank Borzage (1938)
- Man-Proof, regia di Richard Thorpe (1938)
- Paroled from the Big House, regia di Elmer Clifton (1938)

### Documentari e film dove appare Gwen Lee
- Hollywood che canta (The Hollywood Revue of 1929), regia di Charles Reisner (1929)
- The Voice of Hollywood (1930)
- Fashion News, regia di Meredith E. Fulton, George W. Gibson (1930)
- Estrellados, regia di Salvador de Alberich, Edward Sedgwick (1930)
- Penny's Party, regia di David Miller (1938)

## Riconoscimenti
- WAMPAS Baby Stars (1928)